# اللغة النرويجية
النَرْوِيجية أو النروجية (norsk) هي لغة جرمانية شمالية، يبلغ عدد الناطقين بها حوالي 5 ملايين نسمة، وينتشرون في النرويج حيث يشكلون غالبية السكان هناك، كما أنَّها لغة رسمية هناك، كما ينتشر الناطقون بالنرويجية كأقليات تتوزع في الدنمارك والولايات المتحدة الأمريكية وكندا. اللغة النرويجية مرتبطة ارتباطًا كبيرًا مع اللغتين السويدية، والدنماركية، حيث تنتمي هذه اللغات بالإضافة إلى اللغتين الفاروية والآيسلندية لعائلة اللغات الجرمانية الشمالية (المعروفة أيضاً باسم اللغات الإسكندنافية نسبة لمنطقة إسكندنافيا). الناطقون باللغة النرويجية عادة ما يستطيعون فهم اللغتين السويدية والدنماركية، تحدثاً وكتابة.
يَنُص القانون النرويجي على وجود شكلين أو معيارين لكتابة اللغة النرويجية هما البوكمول (bokmål)، النينوشك (nynorsk)، كما تعتمد الحكومة النرويجية الشكلين. والجهة المسؤولة عن دعم اللغة النرويجية وضبطها بشكليها هي مجلس اللغة النرويجية (Språkrådet). ويوجد شكل آخر لكتابة اللغة النرويجية، وهو غير معتمد رسمياً، وهو الريكسمول (riksmål)، الذي تدعمه الأكاديمية النرويجية، كما تدعم النرويجية المعيارية أو النرويجية العالية (høgnorsk)، والنرويجية المعيارية أكثر خلوصاً لغوياً من النينوشك، حيث رُفِضَت معظم الإصلاحات الإملائية في كلمات اللغة النرويجية في القرن العشرين في النرويجية العالية، ومع ذلك فإن انتشارها أقل من الأشكال الأخرى في كتابة اللغة النرويجية.
منذ القرن السادس عشر حتى التاسع عشر كانت اللغة الدنماركية هي اللغة الكتابية الأساسية في النرويج. نتيجة لذلك، فإن تطوير اللغة النرويجية أصبح موضوعاً مثيراً للجدل.

## تاريخها
اللغات المنتشرة في إقليم إسكندنافيا، اشتُقَّت من اللغة الإسكندنافية القديمة

## الكتابة النرويجية
تُكتب اللغة النرويجية بالأبجدية اللاتينية، مع إضافة ثلاثة حروف هي Æ ،Ø ،Å. فيصبح مجموع الحروف هو 29 حرفاً:
| A | B | C | D | E | F | G | H | I | J | K | L | M | N | O | P | Q | R | S | T | U | V | W | X | Y | Z | Æ | Ø | Å |
| a | b | c | d | e | f | g | h | i | j | k | l | m | n | o | p | q | r | s | t | u | v | w | x | y | z | æ | ø | å |

كما تُكتب كذلك اللغة الدنماركية، حيث تسمى الأبجدية التي تكتب بها اللغتان الأبجدية الدنماركية والنرويجية، غير أنَّ حرف W لم يُعتَرَف به حرفاً من حروف الدنماركية إلا عام 1980.
حروف (C, Q, W, X) لا تستعمل في النرويجية إلا للكلمات الدخيلة.

## النطق
الحروف الصامتة وهي الحروف التي لا يمكن نطقها بدون الحروف الصائتة (حروف العلة)، وهي جميع الحروف باستثناء (a, e, i, o, u, æ, ø, å) بحيث أنها توصف كحروف متحركة، أما نطق الحروف الصامتة في اللغة النروجية، فهو كالتالي:
|         | شفوي | شفوي | أسناني ولثوي | أسناني ولثوي | لثوي غاري | لثوي غاري | غاري | غاري | طبقي | طبقي | حنجري |
| ------- | ---- | ---- | ------------ | ------------ | --------- | --------- | ---- | ---- | ---- | ---- | ----- |
| أنفي    | m    | m    | n            | n            | ɳ         | ɳ         |      |      | ŋ    | ŋ    |       |
| انفجاري | p    | b    | t            | d            | ʈ         | ɖ         |      |      | k    | g    |       |
| احتكاكي | f    |      | s            |              | ʂ         | ʃ         | ç    |      |      |      | h     |
| جانبي   | ʋ    | ʋ    | l            | l            | ɭ         | ɭ         | j    | j    |      |      |       |
| خفيف    |      |      | ɾ            | ɾ            | ɽ         | ɽ         |      |      |      |      |       |

## لهجات اللغة النرويجية

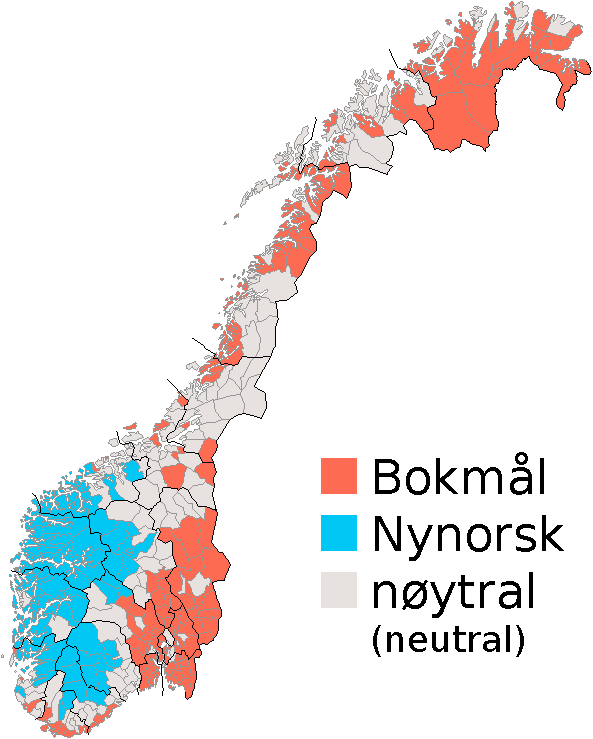
خريطة النرويج توضح توزع الناطقين بالبوكمول (الأحمر الفاتح) وبالنيونورسك (الأزرق الفاتح) والمناطق المحايدة (فضي)

هناك اتفاق عام على وجود تنوعات لغوية كبيرة (في النحو والمفردات والنطق) تجعل من الصعب تقدير عدد اللهجات النرويجية المختلفة، وهي اختلافات تتخطى الحدود الجغرافية. وتكون اللهجات في بعض الحالات متباينة للغاية بحيث يصعب فهمها على مَن لا يَألفها. ويلاحظ اللغويين وجود اتجاه نحو أقلمة اللهجات وتَشكّل تكتلات منها بشكل يقلل من التنوعات المحلية؛ ومع ذلك فهناك اهتمام متجدد بالحفاظ على اللهجات.